# Акме
Акме (др.-греч. ακμή — высшая точка, вершина) — соматическое, физиологическое, психологическое и социальное состояние личности, которое характеризуется зрелостью её развития, достижением наиболее высоких показателей в деятельности, творчестве.
Термин «акме» родился в Древней Греции и обозначал время расцвета в жизни взрослого мужчины, полноту творческих сил. По представлениям того времени это был возраст около 40 лет. В античной мифологии Акмены (лат. Acmenae, от (др.-греч. ακμαίος — цветущий) — прекрасные нимфы, обитавшие на Олимпе, а в Олимпии Акменам посвящали жертвенник (алтарь), поскольку они оказывали покровительство атлетам, выступавшим на спортивных состязаниях.
Античные писатели: Павсаний, Плиний Старший, Марк Теренций Варрон, всегда упоминают об «акме» того или иного древнегреческого героя, политического деятеля, а также скульптора, архитектора или живописца. Такие сведения являются важным ориентиром при датировке событий, памятников или художественных произведений.
В медицине «акме» — высшая точка развития заболевания.
В психоанализе данный термин обозначает «пик» удовлетворения в сексуальном акте.